# Jerónimo de Zuazo y Casasola
Jerónimo de Zuazo y Casasola (n. Olmedo - m. Cartagena de Indias, 26 de marzo de 1606) fue un político y militar castellano destacado por su cargo de gobernador y capitán general de Cartagena de Indias.

## Biografía
Nacido en Olmedo (Valladolid) en una familia de la pequeña nobleza castellana, ejerció la mayor parte de su carrera en América. Designado alguacil mayor de corte de la Real Audiencia de Panamá en 1585, mantuvo el oficio hasta 1602.
En 1596 fue nombrado maestre de campo general de Alonso de Sotomayor y Valmediano, gobernador de Chile, con quien participó en las revueltas contra el pirata inglés Francis Drake. Por sus servicios a la Corona de España se le concedió en 1600 el hábito de la Orden de Santiago, y un año después, la gobernación y capitanía general de Cartagena de Indias, hasta que falleció en el cargo el 26 de marzo de 1606.
Durante su mandato como gobernador envió dos expediciones para apaciguar la rebelión de los cimarrones, y tras el fracaso de ambas, ofreció un tratado de paz en 1605 a su líder Benkos Biohó, que se hacía llamar el rey de Arcabuco, aunque la paz no llegó hasta 1613, cuando era gobernador Diego Fernández de Velasco.
Sus restos mortales fueron trasladados a España y depositados en la capilla que mandó edificar en el convento de san Francisco de Olmedo, en cuya lápida se leía la siguiente inscripción: 

MURIO DON GERONIMO DE ZUAZO Y CASASOLA, CAVALLERO DE SANTIAGO, GOBERNADOR Y CAPITAN GENERAL DE MAR Y TIERRA DE LA PROVINCIA DE CARTAGENA DE INDIAS, POR EL REY NTRO. SEÑOR FELIPE III, EN EL DICHO GOBIERNO A 26 DE MARZO DE 1606, HICIERON TRAER SUS HUESOS A ESTA CAPILLA; DONDE ESTA SEPULTADO DEBAJO DE ESTE ARCO, Y DOÑA LEONOR BECERRA VALDENERO, SU MUJER, Y DON JUAN ANTONIO DE ZUAZO, SU HIJO MAYOR DE LOS DICHOS.

| Predecesor: Pedro de Acuña | Gobernador de Cartagena de Indias 1601-1606 | Sucesor: Diego Fernández de Velasco |